# Rafael Orbe Cano
Rafael Orbe Cano (Santander, 10 de diciembre de 1936-Madrid, 19 de marzo de 1996) fue un político y alto funcionario español.

## Biografía
Licenciado en Derecho y diplomado en Ciencias Empresariales por la Universidad de París. Tras finalizar sus estudios, ingresó en 1964 en el Cuerpo de Abogados del Estado. En 1966 fue nombrado vicesecretario general técnico de la Presidencia del Gobierno y en 1970 gobernador de Civil de Zaragoza y en 1973 de Valencia. Ese mismo año, el 28 de junio de 1973 regresa a Madrid para sustituir a Adolfo Suárez como director general de Radiodifusión y Televisión. Entre 1975 y 1977 fue subsecretario del Ministerio de Industria. En 1980 es nombrado director de empresas diversas del INI (Ence, Entursa, Atesa, Marsans, Cea, Masa, Artespaña, Textil Tarazona y Agencia Efe). Hasta 1983 fue presidente de la Empresa Nacional de Celulosas (ENCE). Con posterioridad, y hasta su fallecimiento, prestó servicios como abogado del Estado-jefe en el Servicio Jurídico del Estado ante la Audiencia Nacional.
Jugador de balonmano, primero en el San Fernando y más tarde en el Atlético de Madrid, llegó a ser internacional con la selección española en 13 ocasiones.
Gran Cruz de la Orden del Mérito Civil. Gran Cruz de la Orden del Mérito Agrícola. Gran Cruz de la Orden del Mérito Aeronáutico. Gran Cruz de la Orden Civil de Sanidad. Cruz de Honor de San Raimundo de Peñafort. Gran Cruz de la Orden del Mérito de Paraguay. Ciudadano de honor de Texas, USA, entre otras muchas condecoraciones.
Casado con Paloma Corsini Noreña, tuvo siete hijos: María, Rafael, José Mª, Jorge, Fernando, Ana y Paloma.

## Condecoraciones
- Gran Cruz de la Orden Civil de Sanidad (1971).[1]
- Gran Cruz de la Orden Civil del Mérito Agrícola (1972).[2]
- Gran Cruz de la Orden del Mérito Aeronáutico, con distintivo blanco (1973).[3]